# Avishay Smoler
Avishay Smoler (hebräisch אבישי סמולר; * 31. Oktober 1985 in Rischon LeZion) ist ein israelischer ehemaliger Handballspieler, der auch in der deutschen Bundesliga spielte.
Smoler spielte zunächst für Hapoel Rischon LeZion. Dort kam er schon mit 15 Jahren in den Kader der ersten Männermannschaft. Zweimal wurde er mit Hapoel Rischon LeZion israelischer Meister und einmal Pokalsieger.
Er wechselte 2007 nach Deutschland zur HSG Wetzlar und war damit der erste israelische Handballspieler, der in der 1. Bundesliga auflief. Beim Sparkassen-Handball-Cup 2007 wurde Smoler Torschützenkönig. Zur Saison 2010/11 wechselte er zum TBV Lemgo. 2010 war er für das All-Star Team der Bundesliga nominiert. In 133 Spielen in der Bundesliga warf er 377 Tore, 17 per Siebenmeter.
Nach zwei Spielzeiten in Lemgo kehrte er zu Hapoel Rischon LeZion zurück. Mit diesem Verein wurde er 2013, 2015 und 2018 Meister sowie 2015, 2016 und 2018 Pokalsieger. 2018 beendete er dort seine Karriere.
Für die israelische Nationalmannschaft bestritt er 46 Länderspiele.